# Um Logotipo para os Direitos Humanos

Logótipo dos Direitos Humanoshttp://humanrightslogo.net/

O logotipo para os direitos humanos nasceu da iniciativa internacional, lançada em 2010, que tinha por objetivo criar um logotipo internacionalmente reconhecido destinado a apoiar os Direitos humanos [movimento internacional de direitos humanos].

## O logotipo vencedor
O logotipo que venceu é do sérvio Predrag Stakic. Combina a silhueta de uma mão com a de um pássaro. Pretende ser entendido como contribuição pacífica para o fortalecimento dos direitos humanos e, como tal, ser divulgado para além de todas as fronteiras culturais e linguísticas. O logotipo fica à disposição de todo o mundo como produto de fonte aberta. Por isso, é livre de direitos, podendo ser utilizado por todo o mundo a nível global, sem pagamento de taxas ou requerimento de autorização.

## O concurso
O objetivo da iniciativa Um logotipo para os direitos humanos era criar um símbolo para os direitos humanos internacionalmente reconhecido. Nesse intuito foi iniciado, em 3 de maio de 2011 (Dia Mundial da Liberdade de Imprensa), um concurso online internacional, com base num apelo em que o público internacional era chamado a enviar sua proposta de logotipo e dar seu voto.
Um júri que integrava personalidades proeminentes escolheu, a partir de julho de 2011, os “Top 10” entre mais de 15.300 propostas oriundas de mais de 190 países. Entre os dez melhores logotipos, a comunidade internet selecionou o logotipo vencedor, numa fase de votação subsequente de três semanas.
O concurso terminou oficialmente no dia 23 de setembro de 2011, com a apresentação do logotipo universal para os direitos humanos, à margem da Assembleia Geral das Nações Unidas em Nova York.

## Apresentação do logotipo vencedor
O logotipo vencedor foi apresentado em 23 de setembro de 2011, à margem da Assembleia Geral das Nações Unidas em Nova York. O evento foi mediado por Michael Elliott, antigo redator chefe da revista Time Magazine.
A jornalista de TV Ann Curry, o Ministro do Exterior alemão Guido Westerwelle, bem como as ativistas de direitos humanos Carolyn Gomes, da Jamaica, e Angelina Atyam, de Uganda, sublinharam em suas intervenções a importância de um símbolo universal na luta mundial em prol dos direitos humanos. O apogeu musical da noite foi a entrada em cena da sopranista Jessye Norman.

## O júri
A iniciativa contou com o apoio de um júri internacional de alto gabarito, que integrava, entre outros:
- Ai Weiwei (artista plástico e ativista de direitos humanos)
- Angelina Acheng Atyam (Prêmio de Direitos Humanos das Nações Unidas)
- Aung San Suu Kyi (Prêmio Nobel da Paz)
- Waris Dirie (modelo e ativista contra a mutilação genital feminina)
- Shirin Ebadi (Prêmio Nobel da Paz)
- Roland Emmerich (diretor e produtor de cinema)
- Carolyn Gomes (defensora dos direitos humanos e pediatra)
- Mikhail Gorbachev (Prêmio Nobel da Paz)
- Mukhtar Mai (ativista de direitos humanos)
- Basma Bint Talal (princesa da Jordânia e ativista de direitos humanos)
- Somaly Mam (ativista pelos direitos das mulheres)
- Juanes (cantor e ativista pela paz)
- Navanethem Pillay (Alta Comissária das Nações Unidas para os Direitos Humanos − ACNUDH)
- Paikiasothi Saravanamuttu (ativista de direitos humanos)
- Jimmy Wales (fundador da enciclopédia Wikipedia)
- Muhammad Yunus (Prêmio Nobel da Paz)

Além disso, os Ministros do Exterior da Bósnia e Herzegovina, do Chile, da Alemanha, do Canadá, da Maurícia, do Senegal, de Singapura, da República Tcheca e do Uruguai participaram como patrocinadores na criação de uma plataforma para a iniciativa.